# Stygnomma tuberculatum
Stygnomma tuberculatum – gatunek kosarza z podrzędu Laniatores i rodziny Stygnommatidae.
Gatunek ten opisany został po raz pierwszy w 1973 roku przez Clarence’a Jamesa Goodnighta i Marie Louise Goodnight.
Pajęczak neotropikalny, znany wyłącznie z Meksyku.